# Doktor filozofie
Doktor filozofie (z lat. philosophiae doctor), ve zkratce PhDr. psané před jménem, je akademický titul, který je udělován v oblasti humanitních, společenských (a v Česku od zrušení udělování titulu ve zkratce PaedDr.) i pedagogických věd na příslušných fakultách vysokých škol. Podmínkou k jeho obdržení je již získaný titul magistr (ve zkratce Mgr.) a složení rigorózní zkoušky z příslušného vědního oboru, jejíž součástí je i obhajoba rigorózní práce. Dnes se jedná zpravidla o fakultativní zkoušku, nikoli o další formální studium – nejedná se o typ studia třetího stupně vysokoškolské soustavy (Ph.D. – doktor).
PhDr. je titul historicky specifický pro české a slovenské univerzitní prostředí (za společného státu i v československém školství) spolu s dalšími tzv. malými doktoráty (7 v ISCED). Hovorově se tituly získané rigorózní zkouškou (PhDr., JUDr., RNDr. apod.) tedy obecně označují právě jako tzv. malé doktoráty. „Doktor filozofie“ je pak rovněž také překlad původního významu zkratky jiného titulu – Ph.D. (titul „doktor“, zkratka z lat. philosophiæ doctor), což je ale tzv. velký doktorát (8 v ISCED, ekvivalent dřívějšího CSc. či pozdějšího Dr.); tento vědecký titul Ph.D. (doktor) je však dosahován po ukončení magisterského studia dalším tříletým či čtyřletým doktorským studiem v příslušném doktorském studijním programu završeným obhajobou disertační práce (tedy není dosahován v rámci rigorózního řízení), nejedná se tedy o ekvivalent titulu PhDr. (doktor filozofie), což je titul magisterské úrovně (7 v ISCED).
Nositel titulu magistr (Mgr.) mohl též v minulosti požádat na některých fakultách i o to, pakliže to umožňoval příslušný vnitřní předpis školy, aby mu byla stejná předložená magisterská (diplomová) práce rovněž uznána i jako rigorózní práce, podrobnosti většinou upravoval pokyn rektora, pokyn děkana atp. Rigorózum je ovšem v těchto případech v Česku i Slovensku finančně podmíněno – poplatky s tímto spojené jsou pak příjmem dané vysoké školy.

## Zápis
Doktorát filozofie, stejně jako další, jsou platné jak v Česku, tak na Slovensku (díky mezinárodní smlouvě není třeba podstupovat tzv. nostrifikaci). Platí pro ně i stejný zápis – zkratka titulu se píše před jménem a od jména se odděluje mezerou, např. PhDr. Jan Novák. Někdy se zkracuje na „dr.“, popř. na začátku větného celku jako „Dr.“ (např. Na Univerzitě Karlově vystudoval dr. Jan Novák. / Dr. Jan Novák vystudoval na Univerzitě Karlově.)

## Historie

### Do roku 1953
Doktorát filozofie bylo původně možné v Rakousku získat po absolvování tří rigorózních zkoušek, které byly pevně dány a které pokrývaly základní obory tehdejších studií na filosofických fakultách (filosofie, matematika a fyzika, všeobecné dějiny). Po Thunových školských reformách byl roku 1872 vydán nový rigorózní řád, který pro získání titulu PhDr. zavedl nutnost vypracování a obhájení disertační práce, jenž mohla být sepsána podle konkrétní fakulty německy, česky nebo také latinsky. Zároveň ovšem snížil počet zkoušek na dvě, přičemž kratší první byla opět z filosofie, ale déletrvající druhá už byla zaměřena na vědecký obor podle výběru kandidáta (dějiny a latina nebo řečtina; klasická filologie a starověké dějiny; dvojkombinace z matematiky, fyziky, chemie či jednoho z přírodovědeckých oborů – botaniky, zoologie nebo mineralogie). Taková podoba získání doktorátu, přes pozdější obměny volitelných předmětů, existovala v podstatě až do roku 1950 i v Československu, v oblasti přírodních věd byl ale udělován titul doktor přírodních věd. Až do roku 1953 používali studenti filosofických fakult, kteří již složili alespoň jednu státní zkoušku, neoficiální kandidátský titul PhC. (philosophiae candidatus).

### Po roce 1953
Po reformě vysokoškolského studia z roku 1950 už nebyly od roku 1953 akademické tituly udělovány a návrat titulu doktora filosofie tak znamenal až další zákon o vysokých školách z roku 1966. Tehdy už ale nešlo o nejvyšší akademicko-vědecké ocenění, protože již byly zavedeny po sovětském vzoru tzv. vědecké hodnosti (CSc. a DrSc.). Titul PhDr. (dle zákona doktor filosofie) nicméně opět nebyl automaticky udělován po absolvování vysoké školy, ale mohl být udělen pouze pokud absolvent opět obhájil písemnou práci a úspěšně složil rigorózní zkoušku ze zvoleného oboru a z jeho širšího vědního základu.

### Po roce 1990
Po revoluci byl novým vysokoškolským zákonem z roku 1990 akademický titul PhDr., tak jako ostatní fakultativní malé doktoráty, zrušen. Místo toho byl po absolvování školy udělován titul magistra, obdobně jako v jiných zemích, kde jsou podmínky pro získání doktorátu obtížnější. Boloňský proces pak sjednotil evropské vysokoškolské vzdělávání. Pro nesouhlas s tímto stavem byl od přijetí nového vysokoškolského zákona v roce 1998 tento titul znovu zaveden, a to nyní po dodatečné a zpoplatněné rigorózní zkoušce – jeho udělení tak nepředchází žádné další formální studium. Tento stav, kdy se uděluje jak PhDr. (doktor filozofie), tak Mgr. (magistr), přičemž oba označují de facto stejnou kvalifikaci (magisterskou úroveň, 7 v ISCED, master's degree), však bývá předmětem kritiky. Navíc zde vedle toho existuje standardní mezinárodní titul Ph.D. (doktor), jakožto titul, který značí vědce, ten se však správně píše za jménem (oddělen čárkou). Právě tuto kvalifikaci (8 v ISCED, doctor's degree) vhodnou primárně pro vědeckou, resp. pedagogickou, činnost je pak možno od roku 1998 dosáhnout dalším 3-4letým studiem v doktorském studijním programu (doktor – Ph.D.), přičemž mezi lety 1990-1998 se jednalo o tzv. „postgraduální studium“ (doktor – Dr.) a v předchozím období (od roku 1953) se pak jednalo o tzv. „vědeckou aspiranturu“ (zmíněný kandidát věd – CSc.).
Zájem o tento titul nicméně dlouhodobě klesá.